# Argumenty i Fakty
Argumenty i Fakty (ryska: Аргументы и факты, "Argument och fakta") är en tidning som ges ut i Moskva, Ryssland. Den har lokalutgåvor i 54 andra ryska städer, samt nationalutgåvor i Armenien, Georgien, Kazakstan, Kirgizistan, Ukraina, Moldavien och Belarus. Det finns också en utgåva för Europa.
Tidningen grundades 1978 av organisationen Znanije (ryska: Знание, "Kunskap"). Under 1980-talet var den reformorienterad och förespråkade glasnost. Den påstår sig själv ha varit den tidning i världen med störst upplaga, och 1990 skrevs den in i Guinness Rekordbok med 33,5 miljoner exemplar per upplaga. År 2008 lästes tidningen av 8 miljoner varje vecka. Idag når den ca 5, 9 miljoner läsare i månaden.
7 mars 2014 köptes tidningen av staden Moskva.